# Американський геофізичний союз
Американський геофізичний союз (англ. American Geophysical Union, AGU) засновано 1919 року як комітет при Національній раді з досліджень Національної академії наук США. 1972 року виділений в окрему організацію, а у 1986 став членом Американського інституту фізики. Своєю місією союз називає сприяння науковим дослідженням про Землю та космос на благо людства.
Американський геофізичний союз присуджує близько 20 різних наукових премій за досягнення в різних напрямах геофізики.

## Наукові видання
Одним з основних діяльності товариства є видання низки наукових журналів, до яких належать:
| Журнал                                | Скорочення                 | Імпакт-фактор (2022) | Рік заснування | Галузь                                                                     |
| ------------------------------------- | -------------------------- | -------------------- | -------------- | -------------------------------------------------------------------------- |
| Journal of Geophysical Research       | J. Geophys. Res.           | 3,95                 | 1896           | Геофізика                                                                  |
| Earth Interactions                    |                            | 2,5                  | 1997           | взаємодія між атмосферою, гідросферою, біосферою, кріосферою та літосферою |
| Geochemistry, Geophysics, Geosystems  | Geochem. Geophys. Geosyst. | 3,6                  | 1999           | Геохімія, геофізика, геосистема                                            |
| Geophysical Research Letters          | Geophys. Res. Lett.        | 4,75                 | 1974           | Геофізика                                                                  |
| Global Biogeochemical Cycles          | Global Biogeochem. Cycles  | 5,35                 | 1987           | Біогеохімія                                                                |
| Nonlinear Processes in Geophysics     | Nonlin. Processes Geophys. | 2,2                  | 1994           | Нелінійні процеси у геофізиці                                              |
| Paleoceanography and Paleoclimatology |                            | 3,13                 | 1986           | Палеоокеанографія і палеокліматологія                                      |
| Radio Science                         | Radio Sci.                 | 1,68                 | 1969           | Електродинаміка                                                            |
| Reviews of Geophysics                 | Rev. Geophys.              | 21,19                | 1963           | Геофізика                                                                  |
| Space Weather                         |                            | 4,95                 | 2003           | Космічна погода                                                            |
| Tectonics                             |                            | 4,56                 | 1982           | Тектоніка                                                                  |
| Water Resources Research              | Water Resour. Res.         | 5,20                 | 1965           | Водні ресурси                                                              |

Також товариством видається членська газета «Eos» та низка книг, присвячених питанням геофізики.